# Defense Devil
Defense Devil (ディフェンスデビル Difensu Debiru?,  "Diablo de la Defensa") es un manga creado por Youn In-wan e ilustrado por Yang Kyung-il. La historia se trata de un demonio desterrado llamado Kucabara quien se decide convertir en un abogado del infierno con el fin de tener la materia oscura para tener de vuelta sus poderes demoniacos.
El manga fue serializado en la revista semanal Shūkan Shōnen Sunday de la editorial Shogakukan entre el 22 de abril del 2009 y el 10 de junio del 2011, con 100 capítulos, que fueron recopilados en 10 volúmenes. En España y en México fueron publicados por Panini Comics.

## Volúmenes
| Volumen 1 | ISBN | Publicado                                |
| Volumen 1 | ISBN 978-4-09-121727-1 | 18 de agosto de 2009 4 de agosto de 2014 |
| | |                                          |
| Contiene los capítulos: - 1. Juicio - 1 Lluvia de ranas (蛙雨 Judgement - 1 Kaerū?) - 2. Juicio - 2 Manzano 1 (林檎の木 Judgement - 2 Ringo no Ki?) - 3. Juicio - 2 Manzano 2 (林檎の木2 Judgement - 2 Ringo no Ki 2?) - 4. Juicio - 2 Manzano 3 (林檎の木3 Judgement - 2 Ringo no Ki 3?) - 5. Juicio - 2 Manzano 4 (林檎の木4 Judgement - 2 Ringo no Ki 4?) - 6. Juicio - 2 Manzano 5 (林檎の木5 Judgement - 2 Ringo no Ki 5?) - 7. Juicio - 3 Héroe 1 (ヒーロー Judgement - 3 Hirō?) | Contiene los capítulos: - 1. Juicio - 1 Lluvia de ranas (蛙雨 Judgement - 1 Kaerū?) - 2. Juicio - 2 Manzano 1 (林檎の木 Judgement - 2 Ringo no Ki?) - 3. Juicio - 2 Manzano 2 (林檎の木2 Judgement - 2 Ringo no Ki 2?) - 4. Juicio - 2 Manzano 3 (林檎の木3 Judgement - 2 Ringo no Ki 3?) - 5. Juicio - 2 Manzano 4 (林檎の木4 Judgement - 2 Ringo no Ki 4?) - 6. Juicio - 2 Manzano 5 (林檎の木5 Judgement - 2 Ringo no Ki 5?) - 7. Juicio - 3 Héroe 1 (ヒーロー Judgement - 3 Hirō?) | Personaje de la carátula:Kucabara        |

| Volumen 2 | ISBN | Publicado                                        |
| Volumen 2 | ISBN 978-4-09-122024-0 | 18 de noviembre de 2009 10 de septiembre de 2014 |
| | |                                                  |
| Contiene los capítulos: - 8. Juicio - 3 Héroe 2 (ヒーロー2 Judgement - 3 Hirō 2?) - 9. Juicio - 3 Héroe 3 (ヒーロー3 Judgement - 3 Hirō 3?) - 10. Juicio - 3 Héroe 4 (ヒーロー4 Judgement - 3 Hirō 4?) - 11. Juicio - 3 Héroe 5 (ヒーロー5 Judgement - 3 Hirō 5?) - 12. Juicio - 3 Héroe 6 (ヒーロー6 Judgement - 3 Hirō 6?) - 13. Juicio - 3 Héroe 7 (ヒーロー7 Judgement - 3 Hirō 7?) - 14. Juicio - 3 Héroe 8 (ヒーロー8 Judgement - 3 Hirō 8?) - 15. Juicio - 4 Misteriosa 1 (不思議な彼女 Judgement - 4 Fushigi na Kanojo?) - 16. Juicio - 4 Misteriosa 2 (不思議な彼女2 Judgement - 4 Fushigi na Kanojo 2?) - 17. Juicio - 4 Misteriosa 3 (不思議な彼女3 Judgement - 4 Fushigi na Kanojo 3?) | Contiene los capítulos: - 8. Juicio - 3 Héroe 2 (ヒーロー2 Judgement - 3 Hirō 2?) - 9. Juicio - 3 Héroe 3 (ヒーロー3 Judgement - 3 Hirō 3?) - 10. Juicio - 3 Héroe 4 (ヒーロー4 Judgement - 3 Hirō 4?) - 11. Juicio - 3 Héroe 5 (ヒーロー5 Judgement - 3 Hirō 5?) - 12. Juicio - 3 Héroe 6 (ヒーロー6 Judgement - 3 Hirō 6?) - 13. Juicio - 3 Héroe 7 (ヒーロー7 Judgement - 3 Hirō 7?) - 14. Juicio - 3 Héroe 8 (ヒーロー8 Judgement - 3 Hirō 8?) - 15. Juicio - 4 Misteriosa 1 (不思議な彼女 Judgement - 4 Fushigi na Kanojo?) - 16. Juicio - 4 Misteriosa 2 (不思議な彼女2 Judgement - 4 Fushigi na Kanojo 2?) - 17. Juicio - 4 Misteriosa 3 (不思議な彼女3 Judgement - 4 Fushigi na Kanojo 3?) | Personaje de la carátula:Idamaria                |

| Volumen 3 | ISBN | Publicado                                    |
| Volumen 3 | ISBN 978-4-09-122062-2 | 18 de diciembre de 2009 8 de octubre de 2014 |
| | |                                              |
| Contiene los capítulos: - 18. Juicio - 4 Misteriosa 4 (不思議な彼女4 Judgement - 4 Fushigi na Kanojo 4?) - 19. Juicio - 4 Misteriosa 5 (不思議な彼女5 Judgement - 4 Fushigi na Kanojo 5?) - 20. Juicio - 5 La astucia de Kucabara (クカバラの知恵 Judgement - 5 Kukabara no Chi?) - 21. Juicio - 5 La astucia de Kucabara 2 (クカバラの知恵2 Judgement - 5 Kukabara no Chi 2?) - 22. Juicio - 5 La astucia de Kucabara 3 (クカバラの知恵3 Judgement - 5 Kukabara no Chi 3?) - 23. Juicio - 5 La astucia de Kucabara 4 (クカバラの知恵4 Judgement - 5 Kukabara no Chi 4?) - 24. Juicio - 5 La astucia de Kucabara 5 (クカバラの知恵5 Judgement - 5 Kukabara no Chi 5?) - 25. Juicio - 5 La astucia de Kucabara 6 (クカバラの知恵6 Judgement - 5 Kukabara no Chi 6?) - 26. Juicio - 6 La llave del infierno (魔界への鍵 Judgement - 6 Makai e no Kagi?) - 27. Juicio - 6 La llave del infierno 2 (魔界への鍵2 Judgement - 6 Makai e no Kagi 2?) | Contiene los capítulos: - 18. Juicio - 4 Misteriosa 4 (不思議な彼女4 Judgement - 4 Fushigi na Kanojo 4?) - 19. Juicio - 4 Misteriosa 5 (不思議な彼女5 Judgement - 4 Fushigi na Kanojo 5?) - 20. Juicio - 5 La astucia de Kucabara (クカバラの知恵 Judgement - 5 Kukabara no Chi?) - 21. Juicio - 5 La astucia de Kucabara 2 (クカバラの知恵2 Judgement - 5 Kukabara no Chi 2?) - 22. Juicio - 5 La astucia de Kucabara 3 (クカバラの知恵3 Judgement - 5 Kukabara no Chi 3?) - 23. Juicio - 5 La astucia de Kucabara 4 (クカバラの知恵4 Judgement - 5 Kukabara no Chi 4?) - 24. Juicio - 5 La astucia de Kucabara 5 (クカバラの知恵5 Judgement - 5 Kukabara no Chi 5?) - 25. Juicio - 5 La astucia de Kucabara 6 (クカバラの知恵6 Judgement - 5 Kukabara no Chi 6?) - 26. Juicio - 6 La llave del infierno (魔界への鍵 Judgement - 6 Makai e no Kagi?) - 27. Juicio - 6 La llave del infierno 2 (魔界への鍵2 Judgement - 6 Makai e no Kagi 2?) | Personaje de la carátula:Legato              |

| Volumen 4 | ISBN | Publicado                                   |
| Volumen 4 | ISBN 978-4-09-122194-0 | 18 de marzo de 2010 12 de noviembre de 2014 |
| | |                                             |
| Contiene los capítulos: - 28. Juicio - 6 La llave del infierno 3 (魔界への鍵3 Judgement - 6 Makai e no Kagi 3?) - 29. Juicio - 6 La llave del infierno 4 (魔界への鍵4 Judgement - 6 Makai e no Kagi 4?) - 30. Juicio - 6 La llave del infierno 5 (魔界への鍵5 Judgement - 6 Makai e no Kagi 5?) - 31. Juicio - 6 La llave del infierno 6 (魔界への鍵6 Judgement - 6 Makai e no Kagi 6?) - 32. Juicio - 6 La llave del infierno 7 (魔界への鍵7 Judgement - 6 Makai e no Kagi 7?) - 33. Juicio - 6 La llave del infierno 8 (魔界への鍵8 Judgement - 6 Makai e no Kagi 8?) - 34. Juicio - 6 La llave del infierno 9 (魔界への鍵9 Judgement - 6 Makai e no Kagi 9?) - 35. Juicio - 7 Legato (レガート Judgement - 7 Regaato?) - 36. Juicio - 8 Una noche antes de partir (出発前夜 Judgement - 8 Shuppatsu Zenya?) - 37. Juicio - 9 Invitación (招待状 Shootai Joo?) | Contiene los capítulos: - 28. Juicio - 6 La llave del infierno 3 (魔界への鍵3 Judgement - 6 Makai e no Kagi 3?) - 29. Juicio - 6 La llave del infierno 4 (魔界への鍵4 Judgement - 6 Makai e no Kagi 4?) - 30. Juicio - 6 La llave del infierno 5 (魔界への鍵5 Judgement - 6 Makai e no Kagi 5?) - 31. Juicio - 6 La llave del infierno 6 (魔界への鍵6 Judgement - 6 Makai e no Kagi 6?) - 32. Juicio - 6 La llave del infierno 7 (魔界への鍵7 Judgement - 6 Makai e no Kagi 7?) - 33. Juicio - 6 La llave del infierno 8 (魔界への鍵8 Judgement - 6 Makai e no Kagi 8?) - 34. Juicio - 6 La llave del infierno 9 (魔界への鍵9 Judgement - 6 Makai e no Kagi 9?) - 35. Juicio - 7 Legato (レガート Judgement - 7 Regaato?) - 36. Juicio - 8 Una noche antes de partir (出発前夜 Judgement - 8 Shuppatsu Zenya?) - 37. Juicio - 9 Invitación (招待状 Shootai Joo?) | Personaje de la carátula:Idamaria           |

| Volumen 5 | ISBN | Publicado                                   |
| Volumen 5 | ISBN 978-4-09-122334-0 | 18 de junio de 2010 10 de diciembre de 2014 |
| | |                                             |
| Contiene los capítulos: - 38. Juicio - 10 Promesa y contrato - 39. Juicio - 11 Mi amigo Kucabara - 40. Juicio - 12 Hombre y mujer - 41. Juicio - 13 Jodie - 42. Juicio - 14 Brilhart - 43. Juicio - 15 Kelsa - 44. Juicio - 16 Pelea felina - 45. Juicio - 17 Cada batalla - 46. Juicio - 18 La anciana y la niña - 47. Juicio - 19 Un regalo de Júpiter | Contiene los capítulos: - 38. Juicio - 10 Promesa y contrato - 39. Juicio - 11 Mi amigo Kucabara - 40. Juicio - 12 Hombre y mujer - 41. Juicio - 13 Jodie - 42. Juicio - 14 Brilhart - 43. Juicio - 15 Kelsa - 44. Juicio - 16 Pelea felina - 45. Juicio - 17 Cada batalla - 46. Juicio - 18 La anciana y la niña - 47. Juicio - 19 Un regalo de Júpiter | Personaje de la carátula:Garypeter Sugal    |

| Volumen 6 | ISBN | Publicado                                   |
| Volumen 6 | ISBN 978-4-09-122525-2 | 17 de septiembre de 2010 7 de enero de 2015 |
| | |                                             |
| Contiene los capítulos: - 48. Juicio - 20 Ventaja y desventaja (長所と短所 Judgement - 20 Chousho to Tansho?) - 49. Juicio - 21 Pared de la desesperación (絶望の壁 Judgement - 21 Zetsubusou no Kabe?) - 50. Juicio - 22 Discordia (仲違い Judgement - 22 Nakatagai?) - 51. Juicio - 23 El amigo del príncipe (王子様の友達 Judgement - 23 Oujisama no Tomodachi?) - 52. Juicio - 24 Coliseo (闘技場 Judgement - 24 Tougijou?) - 53. Juicio - 25 Agujero de la angustía (ビチュラの死 Judgement - 25 Tsuukoku no Ana?) - 54. Juicio - 26 La muerte de Bichula (ビチュラの死 Judgement - 26 Bichura no Shi?) - 55. Juicio - 27 Aquella promesa (あの時の約束 Judgement - 27 Anotoki no Yakusoku?) - 56. Juicio - 28 Un idiota se vería de esa manera (あっち向いてホイ Judgement - 28 Acchi Muitehoi?) - 57. Juicio - 29 El sueño de Idamaria (イダマリアの夢 Judgement - 29 Idamaria no Yume?) | Contiene los capítulos: - 48. Juicio - 20 Ventaja y desventaja (長所と短所 Judgement - 20 Chousho to Tansho?) - 49. Juicio - 21 Pared de la desesperación (絶望の壁 Judgement - 21 Zetsubusou no Kabe?) - 50. Juicio - 22 Discordia (仲違い Judgement - 22 Nakatagai?) - 51. Juicio - 23 El amigo del príncipe (王子様の友達 Judgement - 23 Oujisama no Tomodachi?) - 52. Juicio - 24 Coliseo (闘技場 Judgement - 24 Tougijou?) - 53. Juicio - 25 Agujero de la angustía (ビチュラの死 Judgement - 25 Tsuukoku no Ana?) - 54. Juicio - 26 La muerte de Bichula (ビチュラの死 Judgement - 26 Bichura no Shi?) - 55. Juicio - 27 Aquella promesa (あの時の約束 Judgement - 27 Anotoki no Yakusoku?) - 56. Juicio - 28 Un idiota se vería de esa manera (あっち向いてホイ Judgement - 28 Acchi Muitehoi?) - 57. Juicio - 29 El sueño de Idamaria (イダマリアの夢 Judgement - 29 Idamaria no Yume?) | Personaje de la carátula:Legato             |

| Volumen 7 | ISBN | Publicado                                      |
| Volumen 7 | ISBN 978-4-09-122698-3 | 17 de septiembre de 2010 10 de febrero de 2015 |
| | |                                                |
| Contiene los capítulos: - 58.Juicio－30 Gasolina acelerada" (ガソリン争奪大作戦 Judgement－30 Gasorin Soudatsu Taisaku?) - 59.Juicio－31 Shugarl y Júpiter" (シュガルとジュピター Judgement－31 Shugaru to Jupita?) - 60.Juicio－32 Las rocas del cielo" (天空の岩 Judgement－32 Tenkuu no Iwa?) - 61.Juicio－33 Infierno de piedras" (ストーン・ヘル Judgement－33 Sutōn Heru?) - 62.Juicio－34 El bautizo de gigadoes" (ギガデスの洗礼 Judgement－34 Gigadesu no Senrei?) - 63.Juicio－35 El juego de la pelota" (ボール遊び Judgement－35 Bōruasobi?) - 64.Juicio－36 La habitación de los niños" (子供部屋 Judgement－36 Kodomobeya?) - 65.Juicio－37 ganar sin luchar (戦わずに勝つ Judgement－37 Tatakawa zu ni Katsu?) - 66.Juicio－38 El pasado de “Y” (“Y”の過去 Judgement－38 "Y" no Kako?) - 67.Juicio－39 Samus (サムス Judgement－39 Samusu?) | Contiene los capítulos: - 58.Juicio－30 Gasolina acelerada" (ガソリン争奪大作戦 Judgement－30 Gasorin Soudatsu Taisaku?) - 59.Juicio－31 Shugarl y Júpiter" (シュガルとジュピター Judgement－31 Shugaru to Jupita?) - 60.Juicio－32 Las rocas del cielo" (天空の岩 Judgement－32 Tenkuu no Iwa?) - 61.Juicio－33 Infierno de piedras" (ストーン・ヘル Judgement－33 Sutōn Heru?) - 62.Juicio－34 El bautizo de gigadoes" (ギガデスの洗礼 Judgement－34 Gigadesu no Senrei?) - 63.Juicio－35 El juego de la pelota" (ボール遊び Judgement－35 Bōruasobi?) - 64.Juicio－36 La habitación de los niños" (子供部屋 Judgement－36 Kodomobeya?) - 65.Juicio－37 ganar sin luchar (戦わずに勝つ Judgement－37 Tatakawa zu ni Katsu?) - 66.Juicio－38 El pasado de “Y” (“Y”の過去 Judgement－38 "Y" no Kako?) - 67.Juicio－39 Samus (サムス Judgement－39 Samusu?) | Personaje de la carátula:Samus                 |

| Volumen 8                                        | ISBN                   | Publicado                              |
| Volumen 8                                        | ISBN 978-4-09-122797-3 | 18 de junio de 2010 4 de marzo de 2015 |
|                                                  |                        |                                        |
| Contiene los capítulos: - 68. Juicio - 40 Oasis" |                        |                                        |

- 69. Juicio - 41 Error de cálculo"|Judgement－41 計算ミス|Judgement－41 Keisan Misu}}
- 70. Juicio - 42 Colibrí"|Judgement－42 ハミングバード|Judgement－42 Hamingubādo}}
- 71. Juicio - 43 Kant"|Judgement－43 カント}}
- 72. Juicio - 44 El padre Seruma"|Judgement－44 セルマ神父|Judgement－44 Seruma Shinpu}}
- 73. Juicio - 45 El infierno del Fénix"|Judgement－45 フェニックス・ヘル|Judgement－45 Fenikkusu Heru}}
- 74. Juicio - 46 El hombre del espejo"|Judgement－46 鏡の中の男|Judgement－46 Kyou no Naka no Otoko}}
- 75. Juicio - 47 Prueba de inocencia"|Judgement－47 無罪アイテム|Judgement－47 Muzai Aitemu}}
- 76. Juicio - 48 Doblando a la derecha"|Judgement－48 右折|Judgement－48 Usetsu}}
- 77. Juicio - 49 La intuición de Sugal"|Judgement－49 シュガルの勘|Judgement－49 Shugaru no Kan}}
- 78. Juicio - 50 Interrogatorio"|Judgement－50 尋問|Judgement－50 Jinmon}}

 |extra_derecha=Personaje de la carátula:
| Volumen 9 | ISBN | Publicado                              |
| Volumen 9 | ISBN 978-4-09-123002-7 | 18 de junio de 2010 1 de abril de 2015 |
| | |                                        |
| Contiene los capítulos: - 79. Juicio - 51 La forma verdadera - 80. Juicio - 52 Hiperespacio - 81. Juicio - 53 Trifulca - 82. Juicio - 54 Historia de un pequeño amor - 83. Juicio - 55 Un obstáculo - 84. Juicio - 56 Nuestro secreto - 85. Juicio - 57 La confesión de Elimona - 86. Juicio - 58 La resurrección de Lilith - 87. Juicio - 59 La pintura misteriosa - 88. Juicio - 60 Hermano, eres el mejor - 89. Juicio - 61 Los recuerdos de Keyla | Contiene los capítulos: - 79. Juicio - 51 La forma verdadera - 80. Juicio - 52 Hiperespacio - 81. Juicio - 53 Trifulca - 82. Juicio - 54 Historia de un pequeño amor - 83. Juicio - 55 Un obstáculo - 84. Juicio - 56 Nuestro secreto - 85. Juicio - 57 La confesión de Elimona - 86. Juicio - 58 La resurrección de Lilith - 87. Juicio - 59 La pintura misteriosa - 88. Juicio - 60 Hermano, eres el mejor - 89. Juicio - 61 Los recuerdos de Keyla | Personaje de la carátula:Elimona       |

| Volumen 10 | ISBN | Publicado                                                                                           |
| Volumen 10 | ISBN 978-4-09-123245-8 | 18 de junio de 2010 20 de mayo de 2015                                                              |
| | | |
| Contiene los capítulos: - 90. Juicio - 62 - 91. Juicio - 63 - 92. Juicio - 64 - 93. Juicio - 65 - 94. Juicio - 66 - 95. Juicio - 67 - 96. Juicio - 68 - 97. Juicio - 69 - 98. Juicio - 70 - 99. Juicio - 71 - 100. Juicio - 72 | Contiene los capítulos: - 90. Juicio - 62 - 91. Juicio - 63 - 92. Juicio - 64 - 93. Juicio - 65 - 94. Juicio - 66 - 95. Juicio - 67 - 96. Juicio - 68 - 97. Juicio - 69 - 98. Juicio - 70 - 99. Juicio - 71 - 100. Juicio - 72 | Personajes de la carátula:Kucabara, Idamaría, Bichula, Samus, Garypeter Sugal, Legato, Padre Seruma |

- Datos: Q1993189